# Batalla de Yatay
La batalla de Yatay fue librada el 17 de agosto de 1865 entre las tropas de la Triple Alianza (Argentina, Brasil y Uruguay) y las del Paraguay en las cercanías de Paso de los Libres, actual departamento Paso de los Libres, provincia de Corrientes, Argentina.
La batalla de Yatay fue la primera gran batalla terrestre de esta guerra, y la más importante de la segunda fase de la Guerra de la Triple Alianza, transcurrida en territorio correntino.

## Antecedentes
Tras la declaración de guerra a la Argentina por parte del presidente paraguayo Francisco Solano López,
éste envió sobre territorio argentino dos columnas de ataque: una de ellas, comandada por Wenceslao Robles, ocupó la ciudad de Corrientes el 14 de abril de 1865; la segunda, formada por unos 12 000 hombres y comandada por el teniente coronel Antonio de la Cruz Estigarribia, se dirigió hacia el este de esa provincia para atacar territorio brasileño sobre el río Uruguay.
Originalmente, la idea era que la columna del río Uruguay fuera la más importante, ya que el objetivo central de López en su guerra era evitar el expansionismo del Imperio del Brasil; la columna que debía atacar Corrientes estaba destinada más bien a distraer al Ejército Argentino y asegurar las comunicaciones del Paraguay con el Océano Atlántico. Pero un cambio de planes de López determinó que dos tercios de las fuerzas fueran destinados a invadir la capital correntina, con la idea de avanzar desde allí en dirección sudeste y atacar territorio uruguayo.
En respuesta, el 1 de mayo se firmaba entre la Argentina, el Uruguay y el Imperio del Brasil la Triple Alianza.
Tras la exitosa captura de Corrientes, el general argentino Wenceslao Paunero se lanzó a un audaz ataque - el 25 de mayo - con el que recuperó la ciudad. Pero, ante la enorme superioridad numérica del enemigo, la evacuó dos días más tarde y se dirigió hacia el sudoeste de la provincia. Sólo después de haber fracasado en Corrientes, Paunero se enteró del avance paraguayo sobre el río Uruguay.
El presidente argentino Bartolomé Mitre encargó al general Urquiza, gobernador de la provincia de Entre Ríos, enfrentar la columna del Uruguay. Este llamó en su ayuda a Paunero, que se retiró a Esquina, esperando órdenes. A esas fuerzas se sumó un batallón de voluntarios correntinos, dirigidos por el coronel Desiderio Sosa, que habían participado en la reconquista de Corrientes; en este batallón figuraban muchos futuros protagonistas de la Historia de la Provincia de Corrientes, como Santiago Baibiene y Plácido Martínez.
Mientras tanto, se producía la batalla del Riachuelo, un combate naval en que la flota brasileña destruyó la escuadra paraguaya cerca de la ciudad de Corrientes.
Esa derrota impidió a la columna paraguaya del río Paraná prestar ayuda alguna a la del río Uruguay.

## Los ejércitos
Tras haber invadido el noroeste de la provincia de Corrientes, el general Estigarribia envió el 5 de mayo al coronel Pedro Duarte al frente de una pequeña columna de avanzada, a controlar las costas del río Uruguay. Duarte ocupó la ciudad de Santo Tomé, siendo alcanzado en ese lugar por las fuerzas de Estigarribia cuatro días después. A continuación, cruzó el río Uruguay hombres y penetró en el estado de Río Grande del Sur, en Brasil. A sus espaldas dejaba a la columna de Duarte, con más de 3000 soldados.

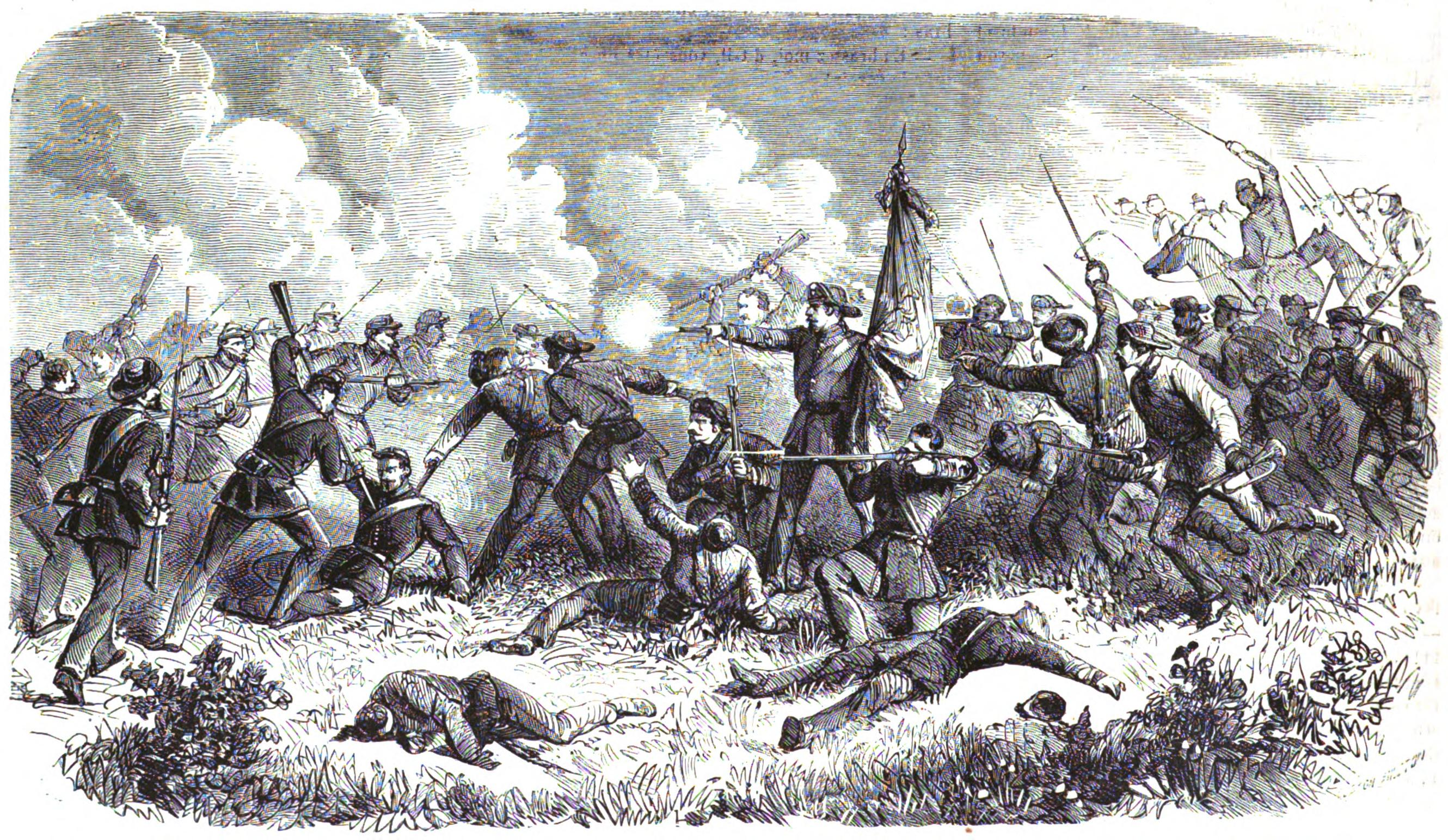
Combate de São Borja (10 de junio de 1865): 1º batallón de voluntarios brasileños defendiendo su bandera contra los paraguayos (de acuerdo con un boceto de M. Mynssen).

Estigarribia avanzó sin encontrar resistencia hacia el sur, ocupando sucesivamente São Borja e Itaquí. En el ínterin, una columna paraguaya fue atacada y parcialmente destruida en los alrededores de São Borja, en el combate de Mbuty. Parte de las fuerzas paraguayas quedaron de guarnición en Santo Tomé y São Borja, mientras Duarte se dirigía hacia el sur.
Urquiza ordenó a Paunero reunírsele en Concordia, pero el jefe liberal retrasó el cumplimiento de sus órdenes. Fue en esas circunstancias que se produjo el 4 de julio el desbande – en Basualdo – de las tropas de Urquiza, que se negaban a luchar contra el Paraguay, al que consideraban su aliado natural.

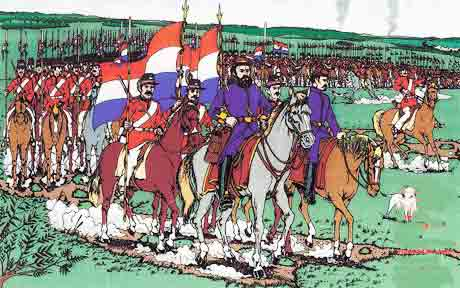
Pedro Duarte cruzando con sus fuerzas hacia el río Uruguay.

El general Venancio Flores, presidente del Uruguay desde su triunfo sobre el partido blanco, marchaba a incorporarse a Urquiza al frente de 2750 hombres. También las fuerzas brasileñas, al mando del teniente coronel Joaquim Rodrigues Coelho Nelly, compuestas de 1200 hombres, se dirigían hacia Concordia. Allí se reunieron el 13 de julio, donde recibieron la orden de Mitre de ponerse todos a órdenes de Venancio Flores. A su encuentro fue enviado el 1.er. Regimiento de Caballería de Línea "San Martín", con 450 hombres, más un escuadrón de artillería oriental con 140 hombres. En total, Venancio Flores tenía 4540 hombres, fuerzas que consideró escasas para enfrentar a las dos columnas paraguayas, en caso de que se reunieran.
Flores, Duarte y Estigarribia marcharon con lentitud a su mutuo encuentro, mientras los 3600 hombres de Paunero iniciaban una marcha acelerada a través de esteros y ríos, cruzando aceleradamente el sur de la provincia de Entre Ríos, para unirse a Venancio Flores. Además marchaban hacia allí 1400 hombres de caballería correntina al mando del general Juan Madariaga. Por último, el coronel Simeón Paiva, con 1200 hombres, seguía de cerca de la columna de Duarte, con orden terminante de no atacar, excepto a escuadrones desprendidos.
Estigarribia tenía la oportunidad de destruir a todos sus enemigos de a uno, pero la dejó pasar. También desobedeció las órdenes de López, que le indicaban continuar su camino hacia Alegrete:
el 5 de agosto entraba a Uruguayana y ordenaba reorganizar sus fuerzas y aprovisionarlas, sin atinar a apoyar a Duarte. Las fuerzas brasileñas del general David Canabarro, demasiado escasas para atacar a la columna de 5000 hombres de Estigarribia, se limitaron a estacionarse cerca de la ciudad, sin ser atacadas por el jefe paraguayo, y establecer el sitio de Uruguayana.

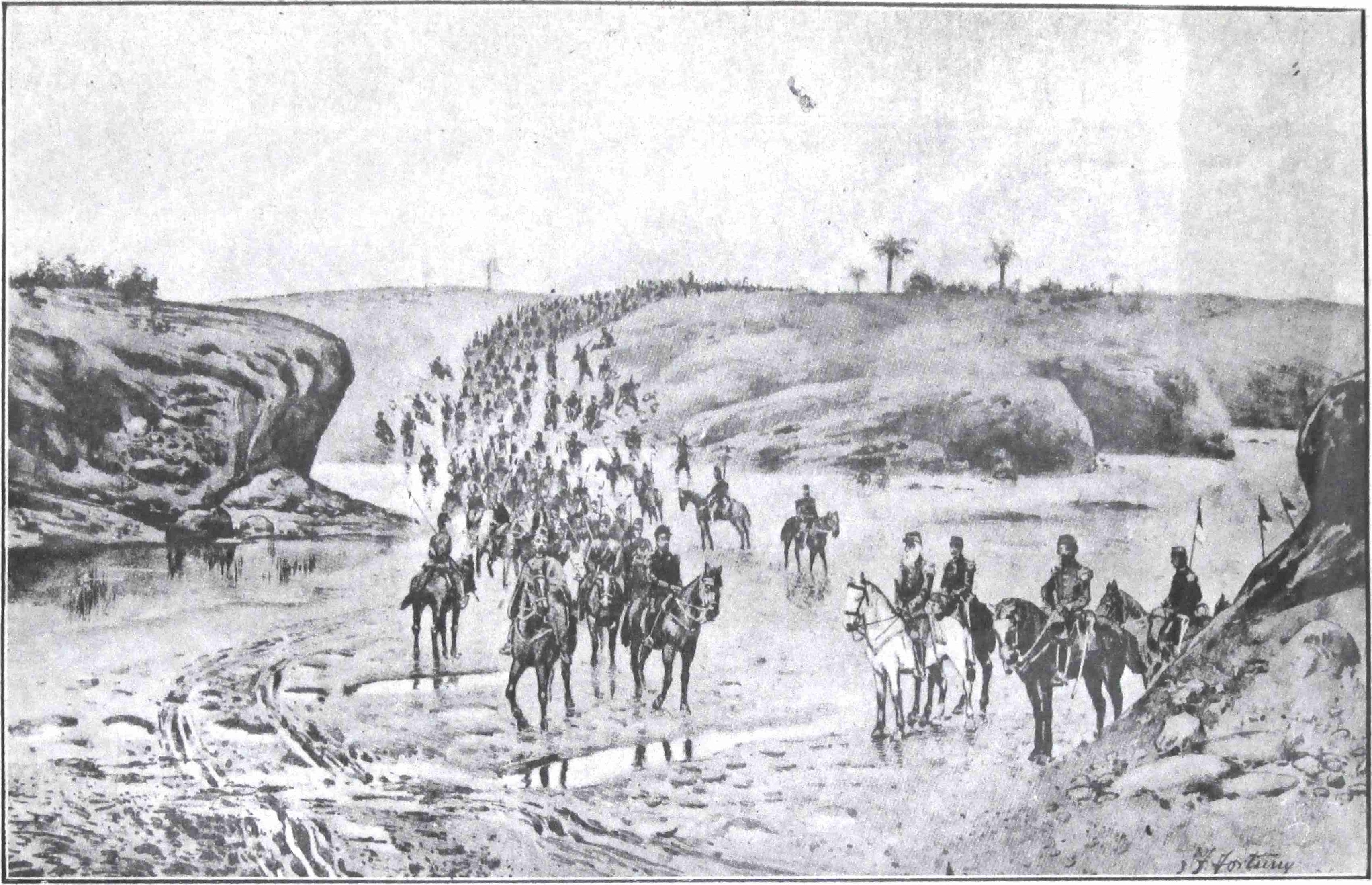
Pasaje del Ayuí por el Paso de la Patria, provincia de Corrientes, del primer cuerpo argentino. El 13 de agosto de 1865 el ejército atravesó el profundo zanjón o arroyo seco, el cual era sumamente pintoresco, por sus elevadas y caprichosas barrancas. — El general Paunero y el coronel Chenaut presencian el desfile, acompañados de algunos oficiales y del Doctor José M. Guastavino, Auditor de guerra.

El 2 de agosto, Duarte ocupaba la villa de "San José de Restauración", hoy ciudad de Paso de los Libres. Una semana más tarde, sus avanzadas fueron derrotadas y sufrieron 20 bajas en el combate de Capí Quisé. Ante la noticia de que todas las fuerzas enemigas iban en su busca, Duarte pidió ayuda a su superior, el teniente coronel Estigarribia, quien le mandó contestar:

Dígale al mayor Duarte que si está con el ánimo caído venga a hacerse cargo de la fuerza de Uruguayana, que yo iré a librar la batalla.
Estigarribia

Insultado, Duarte se preparó a dar batalla sin ayuda alguna.
El 13 de agosto, sin que Duarte lo pudiese evitar, Paunero y Paiva se incorporaron al ejército de Venancio Flores, reuniendo en total cerca de 12 000 hombres, casi cuatro veces la fuerza de Duarte. Este abandonó Paso de los Libres y tomó posiciones en las barrancas del arroyo Yatay, muy cerca de la villa.
Hubo un breve encuentro de las avanzadas en la tarde del 16 de agosto, y al anochecer, los dos ejércitos quedaron enfrentados, a media legua uno del otro.

## La batalla

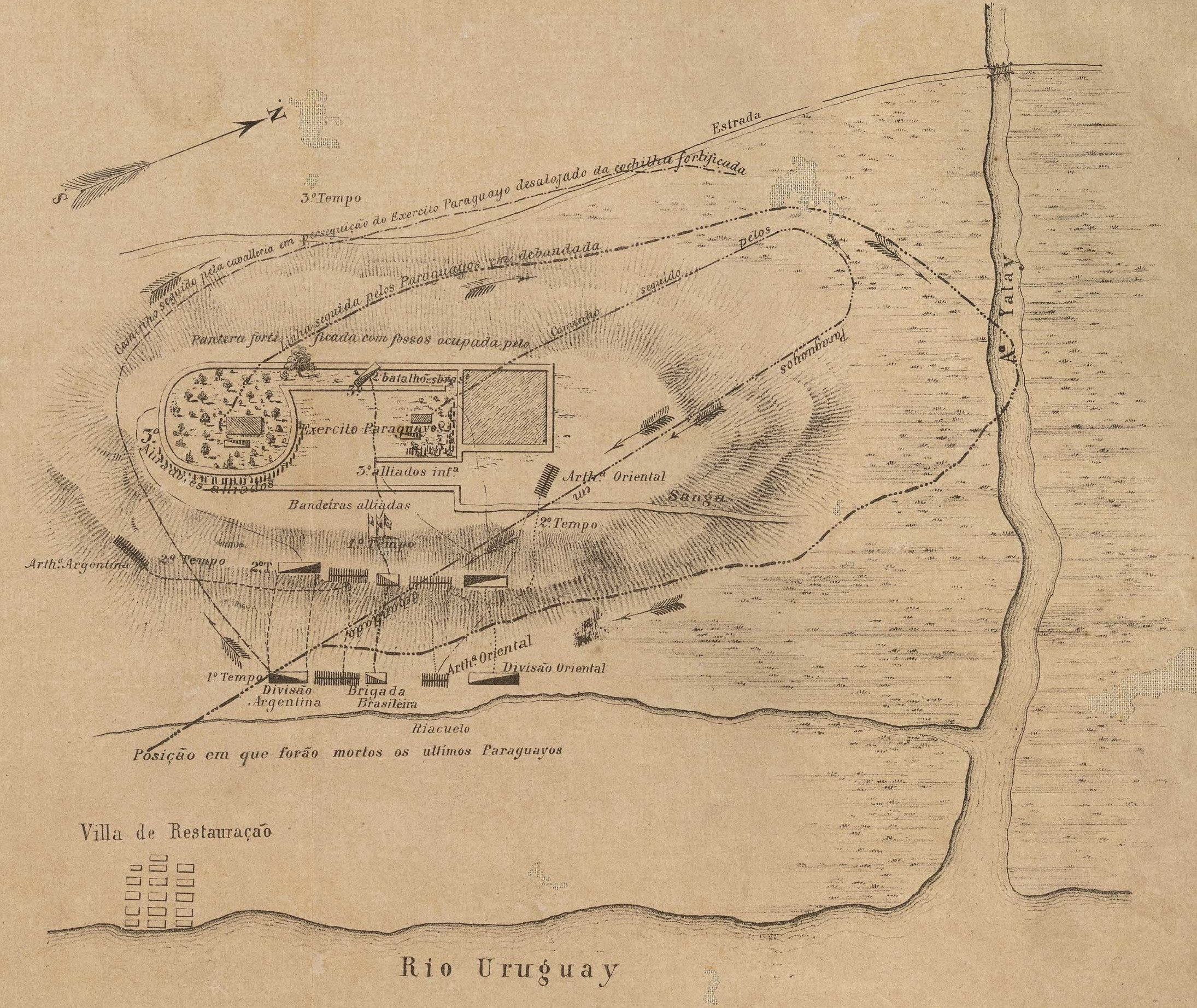
Planta de la Batalla de Yatay.

El campo de batalla estaba mayormente inundado, ya que tanto el arroyo Yatay, su afluente el arroyo Despedida — que limita por el este las cuchillas en que se libró la batalla — y el río Uruguay estaban desbordados. La mayor parte de las fuerzas de infantería paraguaya estaban atrincheradas entre árboles y en unas zanjas de la zona de quintas de la cercana villa, y protegidas por un lodazal que las cubría de ataques frontales; pero, al dejar el arroyo a sus espaldas, imposibilitaba su evacuación en el caso — que el propio Duarte consideraba muy probable — de una derrota.
Las fuerzas de Duarte estaban formadas por 1980 hombres de infantería y 1020 de caballería, sin ninguna artillería. Los aliados contaban en total con 5550 infantes, 5000 jinetes y 32 piezas de artillería. Entre los jefes del ejército aliado se contaban jefes experimentados como los propios Venancio Flores y Paunero, los jefes orientales León de Palleja, Ignacio Rivas, Enrique Castro y Gregorio Suárez, y los argentinos Juan Bautista Charlone, José Miguel Arredondo, José Giribone, Ignacio Segovia, Joaquín Viejobueno, Leopoldo Nelson, Desiderio Sosa, Simeón Paiva y Madariaga.
La batalla comenzó a las diez de la mañana, con un apresurado ataque de la división de infantería de León de Palleja, que manifestó que no era «de hombres» disparar con artillería a un enemigo desarmado, y ordenó a sus soldados avanzar. Duarte aprovechó el error y contraatacó con casi toda la caballería, causándole cientos de bajas y obligándolo a retroceder. Por otro lado, la artillería - arma que podía haber decidido la batalla por sí sola - suspendiéndolos posteriormente para no masacrar a la división de León de Palleja, que se había ubicado justo en la línea de tiro.

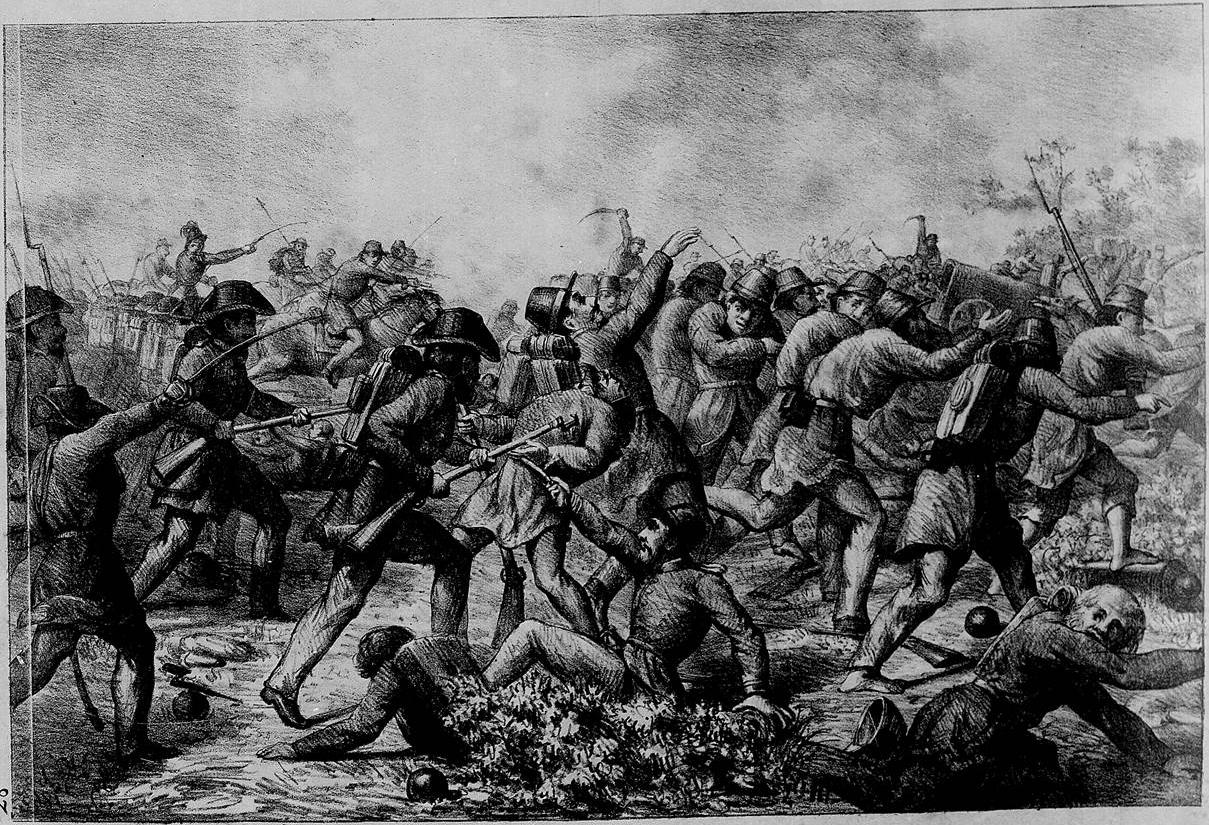
Derrota de los paraguayos en Yatay.

Frente a esa situación, la división de caballería de Segovia atacó a la caballería paraguaya, apoyada por los orientales de Castro y Suárez. Por más de dos horas, la batalla fue exclusivamente de caballería, a lanza.
Duarte ordenó una maniobra de repliegue, que finalmente permitió a la infantería aliada entrar en acción, y aunque la superioridad numérica era abrumadora, los paraguayos resistieron con una tenacidad que llenó de asombro a sus enemigos. Cuando la batalla estaba prácticamente perdida, Duarte intentó una desesperada carga de caballería, con el resultado de que su caballo fue muerto. El propio Paunero intimó la rendición a Duarte, a lo que este finalmente accedió. No obstante, Paunero debió insistir ante el general Venancio Flores para que este no hiciera fusilar a Duarte, ya que este había hecho ejecutar a un emisario enviado por el general en jefe a sobornar a Duarte.
Nueva luz sobre la batalla arroja la publicación en junio de 2015, de las memorias inéditas del Sgto. Mayor Pedro Duarte, preparadas para el Canciller argentino Estanislao Zeballos en 1888 y nunca editadas.
En estas, Duarte detalla las fuerzas de que disponía:

Dice Duarte que las publicaciones aliadas y paraguayas están equivocadas sobre la fuerza efectiva que tuvo en Yatay, pues, entre enfermos, desertores y compañía destacada en la boca del Yatay con las canoas, había mucha fuerza de menos. Ella era esta:

Batallón 28.º de línea, Comandante Teniente Cirilo Patiño y 7 oficiales, 456 plazas.

Batallón N.º 16 de línea, comandado por el teniente Don José Zorrilla y 7 oficiales.

Regimiento N.º 24 de caballería de línea, fundado por el mayor Duarte y de su mando inmediato, 383 plazas y 3 oficiales. Este cuerpo había sostenido las guerrillas desde Santo Tomé y hacía de 2.º del jefe, mandándole directamente el alférez Ibañez.

Regimiento N.º 26 de línea, comandante teniente Elías Cabrera. No tenía artillería.

Estas [tachado: fuerzas] cifras fueron sacadas del parte diario de 16 de agosto de 1865, víspera de la batalla y colocadas en un croquis que hizo Duarte el día 18 sobre la carona. El mayor, hoy general, Ministro de la Guerra, me ha mostrado dicho croquis de su puño y letra y su antigüedad es evidente.
Duarte

También da una versión en primera persona de su captura, hecha por el coronel Magariños, y no por Paunero:

Duarte fue tomado prisionero por el coronel oriental Magariños Cervantes. Una bomba de palanquetas le había hecho saltar del cinto el revólver y se defendía al ser atacado con su espada, que estaba ya arqueada, cuando lo atacaron por la izquierda dos morenos de pantalón punzó (orientales del batallón de Palleja. Florida) y le asestaron unos bayonetazos. Se los quitó con la mano izquierda, quedando herido en la mano y dedos, cuando apareció el coronel Magariños y gritó:

―Soldados, dejen ese señor oficial, no le hagan mal.

Los morenos se alejaron con pena, pues Duarte usaba lujosas prendas de plata en el caballo, látigo y espuelas. El [tachado: oficial] coronel galopó hacia Duarte y Duarte hizo ademán de atropellarlo. El coronel gritó:

—Deténgase señor oficial, yo le garanto la vida.

—[¿]Y quién es usted? [¿]Qué graduación tiene?

—Soy el coronel Magariños.

—[¡]Bueno! Envaine su espada, yo envainaré la mía y conversaremos.

Así se hizo y se dieron la mano. El coronel Magariños creía que se trataba de un oficial; pero quedó grandemente sorprendido cuando supo que llevaba nada menos, que al comandante en jefe enemigo. Llevado a presencia del general Paunero, Magariños pidió a este que autorizara las garantías dadas al prisionero. Paunero le dijo que eso no había ni que recordarse entre soldados de honor y trató amistosamente a Duarte llevándolo a presencia del general Venancio Flores. Este se paseaba en el campo raso y cuando le fue presentado Duarte, puso un gesto amenazador. El general Venancio Flores estaba irritado contra el jefe paraguayo porque le había fusilado pocos días antes un sujeto francés que le mandó con comunicaciones.
Estanislao Zeballos

Los párrafos anteriores fueron redactados por Estanislao Zeballos en entrevista personal con Duarte, que entonces era ministro de Guerra de Paraguay, con grado de general.
Una última resistencia de los infantes del teniente Zorrilla, que cruzaron el arroyo Yatay, fue abortada por un ataque de la caballería de Suárez y Madariaga, que los atacaron por la retaguardia. Unos cien soldados paraguayos cruzaron a nado el río Uruguay, mientras el resto era muerto o tomado prisionero. En total, sufrieron 1500 muertos y 1600 prisioneros, de los cuales 300 heridos.
Pese a los comentarios despectivos de jefes como Flores o Palleja, que preferían interpretar el comportamiento de los soldados paraguayos como el resultado de la barbarie o de la brutalidad inducida por el régimen de López, la resistencia había sido heroica; un anticipo cabal del comportamiento brillante de los paraguayos cuando, a partir del año siguiente, se vieran obligados a defender su propio territorio.

## Consecuencias
Los soldados paraguayos fueron obligados a tomar las armas contra su propio país, reemplazando las bajas producidas en las divisiones aliadas, especialmente las orientales. Incluso el propio Palleja, que recibió en su división la mayor parte de estos prisioneros, se quejaba de que

…hasta repugna dar armas a estos pobres hombres para que peleen contra su pabellón nacional y claven las bayonetas en el pecho de sus hermanos.
José Pons Ojeda («León de Palleja»)

Más tarde, muchos de estos soldados paraguayos serían fusilados ―acusados de «deserción»― por haberse negado a matar a sus compatriotas.

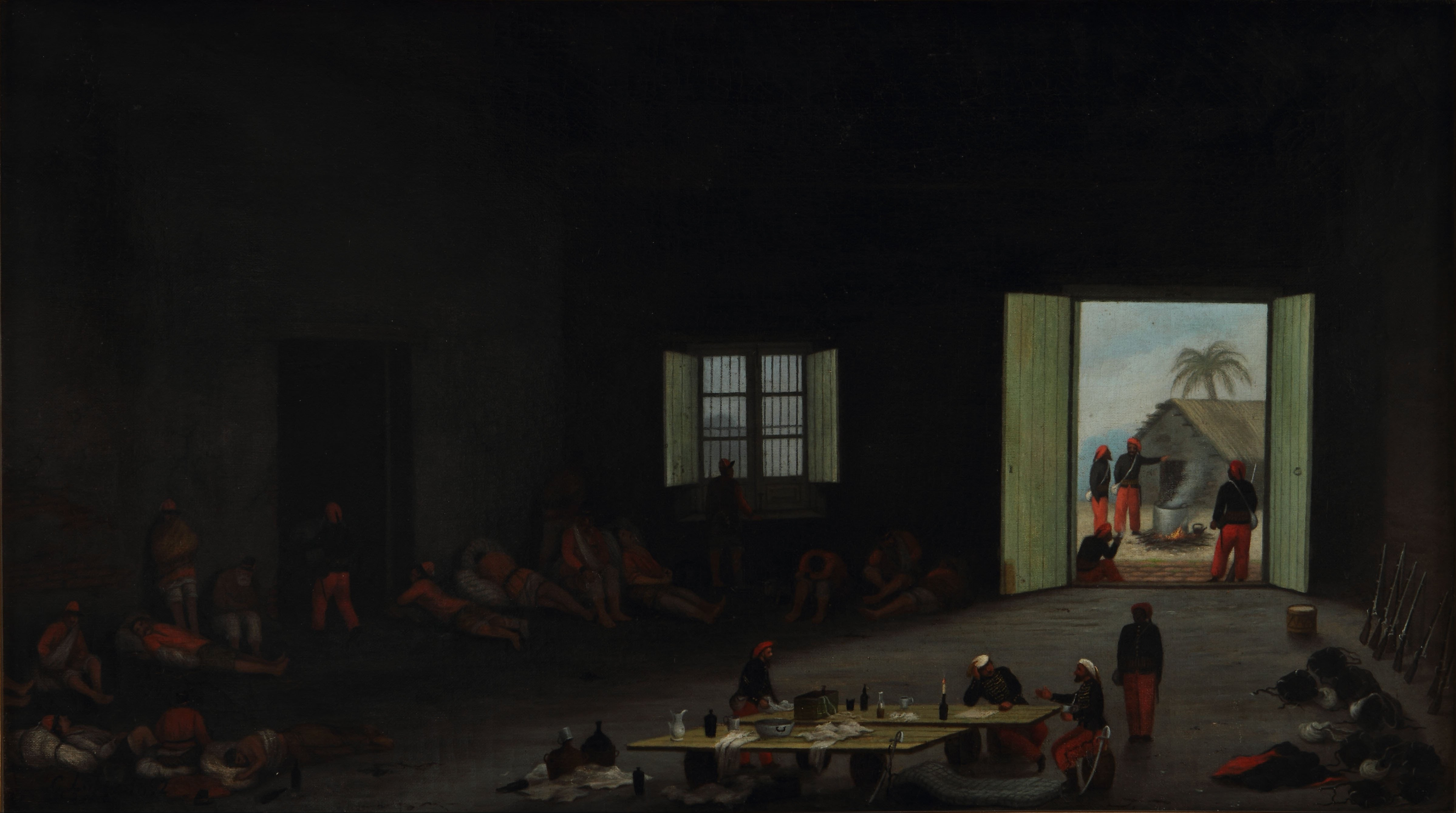
Soldados paraguayos heridos prisioneros de la batalla de Yatay (Cándido López).

Entre los prisioneros, Flores encontró varias decenas de soldados uruguayos, partidarios del Partido Blanco que se habían refugiado en el Paraguay, y en ese momento intentaban recobrar el poder en su país de la mano de las fuerzas paraguayas. Olvidando por completo la ayuda que había recibido del Brasil y de la Argentina para su propio ascenso al poder, Flores ordenó su fusilamiento como traidores a la patria.
El 18 de septiembre, tras haber asegurado a los representantes del Emperador que no se rendiría y que sería sepultado bajo los escombros de Uruguayana, el teniente coronel Estigarribia se rendía casi sin lucha.
Poco después, las fuerzas paraguayas que ocupaban la ciudad de Corrientes la abandonaban, replegándose hacia el norte, y pronto se retiraron hacia territorio paraguayo. Prácticamente todo el resto de la guerra se combatiría en territorio del Paraguay, hasta su completa derrota en 1870, tras perder al 70% de su población masculina adulta.
Una calle de la ciudad de Buenos Aires, en el barrio de Almagro, y una calle de la ciudad de Montevideo en el barrio de La Aguada, recuerdan esta batalla.